# Stereolepis
Stereolepis es un género de peces de la familia Stereolepididae. Fue descrito por el americano William Orville Ayres en 1859.

## Especies
- Stereolepis doederleini Lindberg y Krasyukova, 1969
- Stereolepis gigas Ayres, 1859